# 正親町院右京大夫
正親町院右京大夫（おおぎまちいんのうきょうのだいぶ、生没年不詳）は、鎌倉時代の女流歌人。

## 経歴
土御門天皇皇女正親町院覚子内親王に出仕していたこと以外、伝記情報に乏しい。『続拾遺和歌集』以降の勅撰集に作品を残している。

## 作品
勅撰集
| 歌集名         | 作者名表記       | 歌数 | 歌集名       | 作者名表記 | 歌数 | 歌集名       | 作者名表記       | 歌数 |
| -------------- | ---------------- | ---- | ------------ | ---------- | ---- | ------------ | ---------------- | ---- |
| 続後撰和歌集   |                  |      | 続古今和歌集 |            |      | 続拾遺和歌集 | 正親町院右京大夫 | 2    |
| 新後撰和歌集   | 正親町院右京大夫 | 1    | 玉葉和歌集   |            |      | 続千載和歌集 |                  |      |
| 続後拾遺和歌集 |                  |      | 風雅和歌集   |            |      | 新千載和歌集 | 正親町院右京大夫 | 1    |

私家集
- 家集は伝存しない。